# Witold Jodko-Narkiewicz
Witold Tomasz Jodko-Narkiewicz, pseud. Edward, Grzegorz, Hugo, Gromowładny, Ignacy, Jodek Proletariatu, Jowisz, Judym, Judym A., Jupiter, Lis, Niewojskowy, Polonus Viator, Samowładny, Stary, Ulrich, Walter, Wroil, Wroński A., Wroński Al., Wroński Aleksander, krypt. Al., Aleks., Aleksander (ur. 29 kwietnia 1864 w Słucku, zm. 22 października 1924 w Warszawie) – polski polityk i działacz socjalistyczny, publicysta, dyplomata.

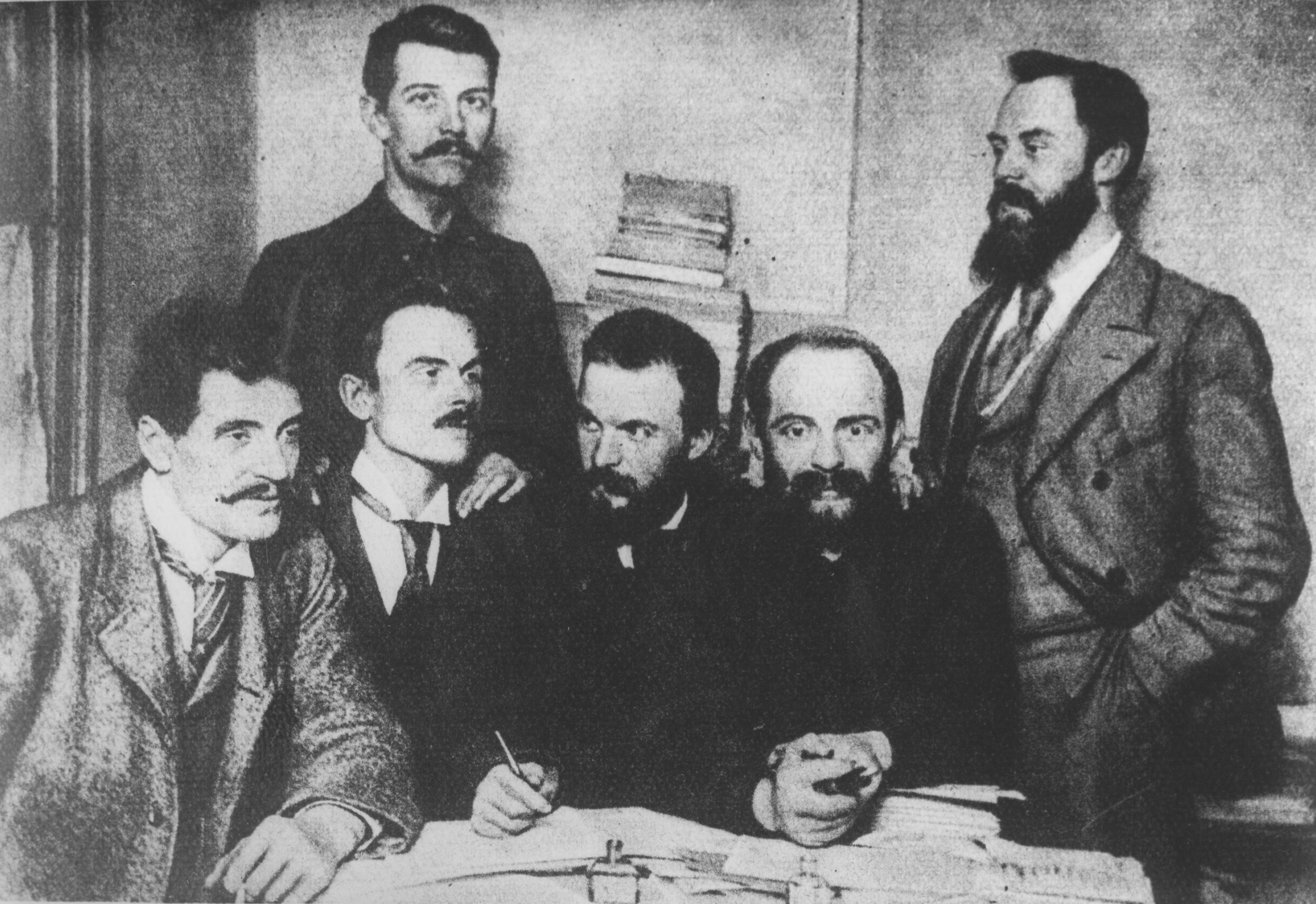
Delegaci PPS na kongres II Międzynarodówki. Londyn 1896. Siedzą od lewej: Ignacy Mościcki, Bolesław Jędrzejowski, Józef Piłsudski, Aleksander Dębski. Stoją: Bolesław Miklaszewski, Witold Jodko-Narkiewicz

## Dzieciństwo i wczesna młodość
Urodził się 29 kwietnia 1864 w Słucku w rodzinie inteligencko-ziemiańskiej. Był synem Witolda (1834–1898) znanego okulisty, docenta warszawskiej Szkoły Głównej (1862–1869), i Marii z domu Okołow-Skwarcew. Dzieciństwo spędził w rodzinnym majątku Jodków – Bobowni. Uczył się w kalwińskim gimnazjum w Słucku, a od 1879 w IV Gimnazjum w Warszawie, które musiał opuścić w 1882 w związku z uczestnictwem w nielegalnych socjalistycznych kółkach samokształceniowych. Latem 1884 zdał egzamin maturalny w Słucku. 

## W Socjalno-Rewolucyjnej Partii Proletariat
W tym roku rozpoczął działalność w kółku Socjalno-Rewolucyjnej Partii Proletariat prowadzonym przez Marię Bohuszewiczówną. Od stycznia do lipca 1885 studiował medycynę na uniwersytecie w Dorpacie (obecnie Tartu, Estonia). Następnie przybył do Warszawy, skąd po aresztowaniach członków partii we wrześniu 1885 udał się do Lwowa. Tam podjął razem z Ludwikiem Krzywickim działalność publicystyczną w piśmie „Praca”. W związku ze swoją działalnością został aresztowany i wydalony z Austrii. Po powrocie do Warszawy, jako członek „Proletariatu”, zagrożony aresztowaniem jako człowiek zamożny wyjechał za granicę. Od maja do października 1886 kontynuował studia medyczne w Würzburgu, a następnie prawo na Sorbonie w Paryżu, które ukończył w 1889. W tym czasie współpracował z pismami „Walka klas” i „Przedświt”, oraz wszedł w skład emigracyjnej Centralizacji Socjalno-Rewolucyjnej Partii Proletariat. Pozostając w bliskich kontaktach z Edwardem Abramowskim stał się zwolennikiem uznania konieczności walki proletariatu polskiego o niepodległość kraju.

## W Polskiej Partii Socjalistycznej
Był jednym z głównych organizatorów i sekretarzem zjazdu socjalistów polskich zaboru rosyjskiego w Paryżu (17–23 listopada 1892 w którym uczestniczył z ramienia Proletariatu. Zjazd ten dał początek Związkowi Zagranicznemu Polskich Socjalistów (ZZSP) i Polskiej Partii Socjalistycznej (PPS), oraz przyjął program zwany paryskim, w którym jednym z zasadniczych postulatów ruchu socjalistycznego stała się kwestia odzyskania niepodległości państwowej przez Polskę. W styczniu 1893 roku został wydalony z Francji i przeniósł się do Londynu, gdzie w miejsce Stanisława Mendelsona objął redakcję „Przedświtu”. Był w tym czasie członkiem Centralizacji ZZSP (1893–1897), z ramienia którego uczestniczył w kongresach II Międzynarodówki w Zurychu (1893) i Londynie (1894), poznając wówczas m.in. Fryderyka Engelsa, Gieorgija Plechanowa i Eduarda Bernsteina, Augusta Bebla i Henry'ego M. Hyndmana. Po likwidacji autonomii ZZSP od r. 1899 wszedł do powstałego w miejsce Centralizacji Komitetu Zagranicznego PPS (KZ PPS). W l. 1890–1895 pracował nad historią polskiego ruchu socjalistycznego korzystając ze zbiorów czeskiego muzeum krajowego i British Museum. W r. 1895 ogłosił anonimowo Geschichte der socialislischen Bewegung in Polen (Zurich 1895). Od jesieni 1895 studiował, a w 1898 doktoryzował się na uniwersytecie w Bernie na podstawie pracy Geschichte und System des utopischen Socialismus in der polnischen Emigration der 30 e /' und 40 er Jahre (Bern 1899), wyd. polskie pt. Historia i system socjalizmu utopijnego wśród emigracji polskiej 1834–1846 (Kraków, 1904). W końcu 1898 przeniósł się do Lwowa, gdzie faktycznie kierował sekcją ZZSP. Przewodniczył obradom VI Zjazdu ZZSP (19–25 grudnia 1899, Zurych), na których uchwalono likwidację Związku. W jego miejsce powołano Oddział Zagraniczny PPS, a Jodko-Narkiewicz wszedł do jego władz. Po 1900 ogłosił cykl artykułów w „Przedświcie”, w którym propagował narodowe powstanie zbrojne pod przewodem klasy robotniczej. Jego celem miała być budowa demokratycznej republiki. 
W czerwcu 1902 na VI Zjeździe PPS został wybrany do Centralnego Komitetu Robotniczego (CKR) PPS. Zlecono mu wówczas pracę polityczną wśród inteligencji w Warszawie oraz w kręgach polskiej młodzieży uniwersyteckiej w Petersburgu, Moskwie i Kijowie. Po wybuchu wojny japońsko-rosyjskiej w 1904, jako najbliższy współpracownik Józefa Piłsudskiego nawiązał kontakty z dyplomacją japońską i przygotował podróż Piłsudskiego i Tytusa Filipowicza do Tokio. Starał się także uzyskać pomoc finansową i broń dla PPS w zamian za prowadzenie wywiadu i dywersji na tyłach frontu rosyjskiego. Z ramienia PPS wziął udział w konferencji partii opozycyjnych i rewolucyjnych imperium rosyjskiego w Paryżu (październik 1904) Jako redaktor „Przedświtu” (od wiosny 1905) był jednym z głównych rzeczników poglądów tzw. „starych” (prawicowej części działaczy PPS), zwłaszcza na rewolucję społeczną w Rosji i jej ruch robotniczy. Na I Radzie Partyjnej w Józefowie (czerwiec 1905) w imieniu „starych” wysunął rezolucję, która została odrzucona, a on sam odsunięty od redagowania „Przedświtu”. Także i na VI Zjeździe PPS we Lwowie (12–13 lutego 1906) bezskutecznie próbował przekonać większość do racji „starych.” Pod koniec 1906 opublikował szereg broszur politycznych, m.in. Konstytuanta w Warszawie a proletariat polski, czy W kwestii haseł programowych i taktyki. Podczas IX Zjazdu PPS w Wiedniu (19–25 listopada 1906), nie mogąc przekonać większości delegatów, został wraz z całą grupą „starych” wykluczony z partii. Wraz z nimi wyjechał do Krakowa i wziął udział w tworzeniu PPS – Frakcji Rewolucyjnej.

## W Polskiej Partii Socjalistycznej - Frakcja Rewolucyjna
Na X (I) Zjeździe PPS-Frakcji (3–11 marca 1907) zgłosił swój projekt programu partii, który został jednak odrzucony na rzecz wersji przedstawionej przez Feliksa Perla. Wybrany do CKR, odmówił, ze względu na rozkonspirowanie uniemożliwiające podjęcie nielegalnej działalności w Królestwie. W czerwcu 1907 opuścił Warszawę i przeniósł się do Krakowa. Był tam wykładowcą w Szkole Bojowej PPS-Frakcji, Po rozłamie należał do przywódców i czołowych teoretyków PPS-Frakcji. Od 1908 do 1914 wchodził do CKR obok Józefa Piłsudskiego, Tytusa Filipowicza, Michała Sokolnickiego, Leona Wasilewskiego. Napisał wówczas m.in. Objaśnienie programu PPS (1908, 1913) i Program Rolny PPS (1910). Był redaktorem pierwszych numerów frakcyjnego „Robotnika” (listopad 1906 do początku 1907) i współpracownikiem teoretycznego pisma Frakcji „Trybuna” (1906–7) oraz frakcyjnego „Przedświtu”. Jako delegat PPS-Frakcji uczestniczył w kongresie II Międzynarodówki w Kopenhadze (23 sierpnia – 3 września 1910).
W 1908 wsparł inicjatywę tworzenia Związku Walki Czynnej. Jodko-Narkiewicz liczył na wojnę między zaborcami i snuł ideę powstania zbrojnego przeciwko Rosji sądząc, że „wywoła ono w całym narodzie zapał, który wyrazi się w spotęgowaniu sił polskich do możliwie największych rozmiarów”. W 1909 w swej broszurze Kwestia polska wobec zbliżającego się konfliktu Austrii z Rosją, lansował koncepcję utworzenia polskiej siły zbrojnej w oparciu o Austrię. W 1912 roku był współzałożycielem, a następnie sekretarzem Komisji Tymczasowej Skonfederowanych Stronnictw Niepodległościowych – reprezentacji politycznej antyrosyjskiej irredenty. Z początkiem 1914 r. działacze PSL „Piast” postawili mu zarzut sfałszowania wraz z W. Dehnelem weksli – zupełnie bezpodstawny, jak później ustalił sąd obywatelski (zajmujący się tą sprawą od października 1917 do marca 1918). Niemniej Jodko-Narkiewicz czując się skompromitowany wycofał się na kilka miesięcy z działalności politycznej i wyjechał do Paryża. Wrócił stamtąd do Krakowa tuż przed wybuchem I wojny światowej.

## Podczas I wojny światowej
Po wybuchu Wielkiej Wojny wyruszył wraz ze strzelcami Piłsudskiego do Kielc. Tam od 6 sierpnia do 5 września 1914 organizował struktury oraz prowadził akcję propagandową Komisariatów Wojskowych Rządu Narodowego. Po rozwiązaniu komisariatów przez władze austriackie działał w Polskiej Organizacji Narodowej (wrzesień – listopad 1914). Należał do ścisłego kierownictwa organizacji i był komisarzem obwodowym w Łodzi; potem działał w Zagłębiu. Był wydawcą pism PON, takich jak „Ruch”, „Legionista”, „Wici”, czy „Do Broni”. W imieniu PON prowadził pertraktacje z władzami niemieckimi w Berlinie (21 września 1914), a później z dowództwem niemieckiej IX Armii. Z tą ostatnią zawarto 2 i 10 października 1914 umowy, na podstawie których PON zobowiązała się do wywiadu i dywersji na tyłach wojsk rosyjskich, w zamian zaś uzyskała prawo agitacji i werbunku do legionów oraz rekwizycji na terenach okupowanych przez wojska niemieckie. Po ewakuacji PON na Śląsk Cieszyński był przeciwny włączeniu jej do Naczelnego Komitetu Narodowego, stąd potem nie uczestniczył w pracach krakowskiego komitetu. Z początkiem 1915 r. przebywał w Sosnowcu, biorąc udział w posiedzeniach Sosnowieckiego Komitetu Narodowego i wspomagając działania Feliksa Perla odbudowującego wówczas organizację PPS (Frakcji) w Zagłębiu. Jesienią 1915 ponownie przebywał w Berlinie, gdzie m.in. rozmawiał z jednym z przywódców Partii Centrum, posłem Matthiasem Erzbergerem, o możliwości utworzenia państwa polskiego na ziemiach odebranych Rosjanom. Od grudnia 1915 do maja 1917 był członkiem Centralnego Komitetu Narodowego w Warszawie. Swoim poglądom politycznym dawał wyraz np. w broszurze pt. Deutschland und Polen (Zurych 1916), w której m.in. propagował utworzenie pod opieką Niemiec „buforowego” państwa polskiego z ziem zaboru rosyjskiego wraz z Litwą i Białorusią, jako monarchii konstytucyjnej, z oferowaniem tronu polskiego jednej z niemieckich rodzin książęcych. W 1916 powrócił także do działalności w Polskiej Partii Socjalistycznej (Frakcji), uczestniczył w dwóch jej zjazdach odbytych w Piotrkowie: XII (6–8 stycznia 1916) i XIII (7–10 czerwca 1917), nie odgrywając jednak na nich znaczącej roli. Od połowy 1917 r. był redaktorem nielegalnego organu PPS „Do Czynu”, współpracował także z „Jednością Robotniczą”. Wiosną 1918 r. wszedł do egzekutywy warszawskiej organizacji PPS. 

## W niepodległej Polsce
W niepodległej Polsce Witold Jodko-Narkiewicz poświęcił się działalności dyplomatycznej. Wszedł w listopadzie 1918 do tworzonego wówczas pod kierunkiem Leona Wasilewskiego Ministerstwa Sprawa Zagranicznych i został dyrektorem Departamentu Politycznego MSZ. Był jednym z czterech polskich delegatów, obok Romana Dmowskiego, Ignacego Jana Paderewskiego i Władysława Grabskiego, którzy złożyli podpis pod traktatem wersalskim. Około listopada 1919 został wysłany jako delegat rządu do Turcji. Był posłem w Turcji w okresie 24 listopada 1919 – 20 kwietnia 1921. Miał zostać ambasadorem w Moskwie, ale władze sowieckie nie zgodziły się. Od 1 listopada 1921 do 1 października 1923 był ambasadorem na Łotwie. W październiku 1923 stał się ofiarą „czystki” przeprowadzonej przez ówczesnego ministra Mariana Seydę i został odwołany wraz z całym personelem placówki. Pod koniec 1923 zachorował i usunął się z życia politycznego. W ostatnim roku życia ciężko chory na raka, pod wpływem cierpień fizycznych, zwrócił swe zainteresowania ku problemom filozoficzno-religijnym, co próbował opisać w swym liście pożegnalnym. Zmarł 22 października 1924 w Warszawie i został pochowany na cmentarzu Powązkowskim w Warszawie (kwatera 248-4-3/4). W 1930 został pośmiertnie odznaczony Krzyżem Niepodległości.

## Stosunki rodzinne
Jego żoną była Maria z Rościszewskich (1876–1962), także działaczka ruchu socjalistycznego. Poznali się na Zjeździe ZZSP w Zurychu (28–30 grudnia 1897) i niebawem pobrali. Mieli dwie córki, Marię (1900–1975 – żonę adwokata Franciszka Paschalskiego) i Ewę.